# 卡托巴 (北卡羅萊納州)
卡托巴（英語：Catawba）是一個位於美國北卡羅萊納州卡托巴縣的城鎮。

## 人口
根據2020年美國人口普查的數據，卡托巴的面積為11.97平方千米，當中陸地面積為11.79平方千米，而水域面積為0.18平方千米。當地共有人口702人，而人口密度為每平方千米59人。